# Al Jfara
El districte d'Al Jfara o Al Jifara(h) (àrab: الجفارة, al-Jifāra) és un dels 22 districtes que formen la subdivisió administrativa de Líbia des de l'any 2007. La seva capital és Al Aziziya.
Al Jfara limita amb el districte de Trípoli al nord-est, amb el districte d'Al Jabal al Gharbi al sud i amb el districte de Zauiya a l'oest.

## Superfície i població
El districte d'Al Jfara té una superfície que ocupa una extensió de territori composta de 1.940 quilòmetres quadrats. Aquí viu una població composta per 289.340 persones, segons xifres del cens de l'any 2003. Per tant, la densitat poblacional d'aquest districte és de 149,14 persones per cada quilòmetre quadrat d'Al Jfara.

## Composició
De 2001 a 2007, el districte d'Al Jfara estava compost de vint Congressos Populars Bàsics (BPC). El 2007 es va ampliar amb l'addició de quatre BPCs del districte de Trípoli, i en l'actualitat consta de vint-i-quatre BPCs.